# Плешанов, Максим Михайлович
Максим Михайлович Плешанов (21 января 1770, Красново, Ростовский район — 28 апреля 1858, Ростов, Ярославская губерния) — русский купец и меценат. Потомственный почётный гражданин.
Родился в 1770 году в селе Красново Спас-Подгорской волости Ростовского уезда Ярославской губернии, в семье удельных крестьян. Занимался торговлей, в дальнейшем основал свечной завод, в год выпускавший пять с половиной тысяч пудов сальных свеч (годовой оборот предприятия составлял 30 000 рублей серебром). 
Продолжал расширять своё дело и к концу жизни оказался владельцем крупной компании, занимавшейся оптовой торговлей восковыми и сальными свечами, салом, воском и мёдом в Санкт-Петербурге, Казани, Арзамасе, Рыбинске, Ростове Великом и Ярославле. Сыновья пошли по стопам отца и помогали ему в развитии семейного дела. В Петербурге делами ведал старший сын Фёдор, в Казани — Иван, в Ростове и Рыбинске — Дмитрий, в Самаре — Михаил. В 1850-е годы был создан торговый дом «Максим Плешанова сыновья», просуществовавший до 1870 года.
С 1818 по 1821 год Максим Михайлович Плешанов избирался гласным Ростовской городской думы. Стал купцом первой гильдии и потомственным почётным гражданином. В 1851 году, при Николае I, был награждён золотой медалью с императорским профилем на аннинской шейной ленте. 
Будучи сторонником официальной церкви, а не старовером, как многие представители купечества, активно жертвовал деньги храмам и монастырям. В 1820-е годы потратил несколько десятков тысяч рублей на восстановление после пожара Троице-Варницкого монастыря в Ростове Великом, в частности, отстроил там на собственные средства Введенский храм. 
В Богородице-Рождественском женском монастыре Ростова Великого на его пожертвования была построена Тихвинская церковь. Петровскому монастырю он подарил богато украшенную резную деревянную сень (балдахин), которая была установлена над ракой преподобного Петра, царевича Ордынского.
Плешанов скончался 28 апреля 1858 года и был похоронен в Троице-Варницком монастыре (надгробие сохранилось). 
Внук купца, Павел Плешанов, стал живописцем и академиком Императорской академии художеств по отделению живописи. 